# Динамо (хоккейный клуб, Киев)
«Дина́мо» (Киев) (укр. Хокейний клуб «Динамо» Київ) — советский хоккейный клуб из Киева. Выступал в чемпионате УССР с 1948 года, а также в чемпионате СССР по хоккею с шайбой в 1963—1973 годах, в том числе в высшем дивизионе в 1965—1970 годах. Правопреемником клуба после расформирования в 1973 году стал хоккейный клуб «Сокол».

## История

### Предыстория
История рождения хоккейной команды тесно связана с рождением и розвитием хоккея в Киеве. Гонять клюшкой шайбу или мяч в Киеве начали ещё перед Первой Мировой войной. Не у всех были коньки, чаще использовались деревянные колодки, или обувь с металлическими набойками. Играли на замерзших водоемах и залитых площадках, вдохновленные рассказами приезжих гостей из Москвы и Петербурга. Игры больше носили характер забавы, чем спортивного соревнования. В это время игра получила большее распространение в среде национальный культурных сообществ. Так существовали две польские и одна чешская команды, которые встречались с командами местных гимназистов и приезжими командами. Наибольшим толчком в спортивном плане стала Всероссийская Олимпиада 1913 года, которую проводили в Киеве. В турнире прняли участие более 850 спортсменов из Москвы, Петербурга, Самары, Варшавы и других городов. После этого в Киеве начали формироваться спортивные гимнастические общества, культивировавшие среди прочих видов спорта и хоккей с шайбой. Октябрьская революция притормозила процесс развития спорта на территории недавно возникшей Страны Советов.
Лишь с возрождением экономики начали возрождаться и спортивные общества. В Киеве на базе трудовых коллективов начали появляться многочисленные общества спортсменов-любителей. Спортсмены выступали в многочисленных соревнованиях и спартакиадах, занимаясь временами несколькими видами спорта одновременно. В зимний период набирали популярность бег на коньках и лыжах. Также популяризировался хоккей, имевший уже к тому времени устоявшиеся правила. Именно тогда, в 30-х годах XX века, начали проводиться регулярные соревнования между хоккейными командами обществ «Динамо», «Трудовые резервы», «Желдор», «Пищевик» и пр. А когда в 1933 году в Киеве появился стадион «Динамо», спортсмены получили качественную площадку для проведения серьёзных спортивных мероприятий. Именно на нём в зимнее время проводились многочисленные официальные соревнования команд спортивных обществ города. Однако, Великая Отечественная война стана существенной преградой в формировании хоккейной команды в городе.
Возрождаться любительский хоккей в республике начал сразу после войны. Первый послевоенный республиканский чемпионат прошел в 1948 году. В нем приняли участие киевские команды, победу на турнире одержала команда киевского Дома офицеров. Существенный вклад в дальнейшее развитие хоккея внесли игроки-любители из других городов Советского Союза, отстраивавшие разрушенный войной город. Удалось заинтересовать хоккеем руководителей предприятий. Потому в любительских хоккейных соревнованиях одновременно с командами спортивных обществ «Динамо», «Спартак», «Локомотив» принимали участие команды заводов «Арсенал», «Большевик», «Красный экскаватор» и других крупных предприятий города. Наиболее успешной киевской командой в этот период была команда спортивного общества «Динамо». Динамовская команда стала известна далеко за пределами Киева и на её базе спортивное руководство республики собиралось создать команду мастеров, чтобы представлять город на всесоюзной хоккейной арене. Однако заявить команду в конце 50-х годов не удалось, поскольку киевским любителям было тяжело противостоять командам из хоккейных центров СССР. Об этом свидетельствовали результаты выступлений в кубке СССР и на спартакиадах, где украинцы не имели громких побед. Поэтому амбициозное партийное руководство республики и далее игнорировало хоккей, отдавая предпочтение более успешным футболу, волейболу.
В середине XX века руководство УССР при поддержке московских чиновников решило усовершенствовать спортивную инфраструктуру республиканской столицы. В первую очередь было решено построить большой Дворец Спорта, который должен был стать вторым по величине в стране. Дворец Спорта должен был стать центром, вокруг которого предстояло формироваться спортивным командам города. Естественно, стал вопрос целевого использования сооружения. Примером послужила спортивная инфраструктура Москвы. В руководстве республиканского спорткомитета в очередной раз проявились хоккейные амбиции. Было решено к окончанию строительства (окончание 1960 года) организовать и наиграть боеспособный хоккейный коллектив.

### Организация
Как следствие, по инициативе зампреда спорткомитета УССР Андриана Мизяка 1 мая 1963 года было принято решение о создании в Киеве на базе физкультурно-спортивной общества «Динамо» хоккейной команды мастеров. Было решено пригласить в неё специалистов их других городов СССР. Получив поддержку государственных чиновников этому спортивному организатору, в частности, удалось привлечь на свою сторону успешного хоккейного тренер серебряного призёра чемпионата СССР горьковского «Торпедо» Дмитрия Богинова. Этому специалисту удалось привлечь в новый коллектив многочисленную когорту игроков из Москвы, Ленинграда, Минска, Риги, Омска, с Урала и Поволжья, которые сформировали костяк команды  и своим опытом учили местную молодежь. Руководство республики прикладывало значительные усилия, чтобы поднять хоккей в Киеве до всесоюзного уровня, для каждого приехавшего были решены все бытовые проблемы и было предоставлено жилье (что было довольно существенным фактором) и предоставлены качественные условия для тренировок.
Первый официальный матч «Динамо» провело 27 октября 1963 года в Киеве против СКА (Куйбышев) во второй подгруппе первой лиги и выиграло его со счетом 4:2. Автором исторической первой шайбы динамовцев стал Валентин Мартынов на второй минуте встречи.
Выступать в элитном эшелоне чемпионата СССР команда добилась права спустя всего два сезона. Осенью 1965 в киевском Дворце спорта, который по вместимости уступал только московским «Лужникам», динамовцы дебютировали в высшей всесоюзной лиге с победы над московским «Локомотивом» (3:1). В том сезоне киевляне финишировали на девятом месте. Ещё через четыре года по итогам сезона-1969/70 (12-е место) «Динамо» опять вернулось в первую лигу, а спустя три года прекратило существование.
Правопреемником «Динамо» стал «Сокол», получивший это название в 1973 году, когда команда перешла в штат Укрсовета ДСО «Зенит» с подачи его председателя Владимира Белоусова. В ту пору шефскую помощь оказывал авиазавод имени Антонова.

## Выступления
| Сезон       | Лига                         | И  | В  | Н  | П  | Ш+  | Ш-  | Р    | О  | Место | Кол-во уч-ков |
| ----------- | ---------------------------- | -- | -- | -- | -- | --- | --- | ---- | -- | ----- | ------------- |
| 1963-64     | Класс «А», 2-я группа        | 40 | 16 | 11 | 13 | 140 | 118 | +22  | 43 | 6     | 11            |
| 1964-65     | Класс «А», 2-я группа, запад | 40 | 29 | 3  | 8  | 187 | 88  | +99  | 61 | 1     | 11            |
| 1965-66     | Класс «А», 1-я группа        | 36 | 8  | 3  | 25 | 76  | 144 | −68  | 19 | 9     | 10            |
| 1966-67     | Класс «А», 1-я группа        | 44 | 11 | 8  | 25 | 122 | 207 | −85  | 30 | 9     | 12            |
| 1967-68     | Класс «А», 1-я группа        | 44 | 14 | 3  | 27 | 130 | 180 | −50  | 31 | 9     | 12            |
| 1968-69     | Класс «А» (итог)             | 68 | 34 | 11 | 23 | 232 | 215 | +17  | 79 | 12    | 24            |
| в том числе | 1-й этап, 1-я группа         | 22 | 7  | 2  | 13 | 74  | 104 | −30  | 16 | 10    | 12            |
| 1969-70     | Класс «А», 1-я группа        | 44 | 5  | 4  | 35 | 125 | 272 | −147 | 14 | 12    | 12            |
| 1970-71     | Класс «А», 1-я лига          | 48 | 20 | 4  | 24 | 198 | 210 | −12  | 44 | 6     | 13            |
| 1971-72     | Класс «А», 1-я лига          | 48 | 22 | 7  | 19 | 192 | 178 | +14  | 51 | 5     | 13            |
| 1972-73     | Класс «А», 1-я лига          | 48 | 25 | 3  | 20 | 190 | 181 | +9   | 53 | 4     | 13            |

## Тренеры
| 1965 | — | 1969 | Дмитрий Богинов |
| 1969 | — | 1973 | Игорь Шичков    |

## Достижения
- Чемпион СССР среди команд 2 группы Класса «А» 1965
- Чемпион УССР — 1965, 1971.
- Обладатель Кубка Дуная — 1968, 1970.